# Ров

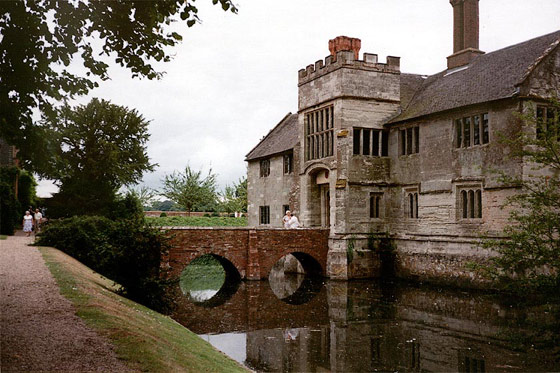
Окружённый рвом особняк в Уорикшире, Англия

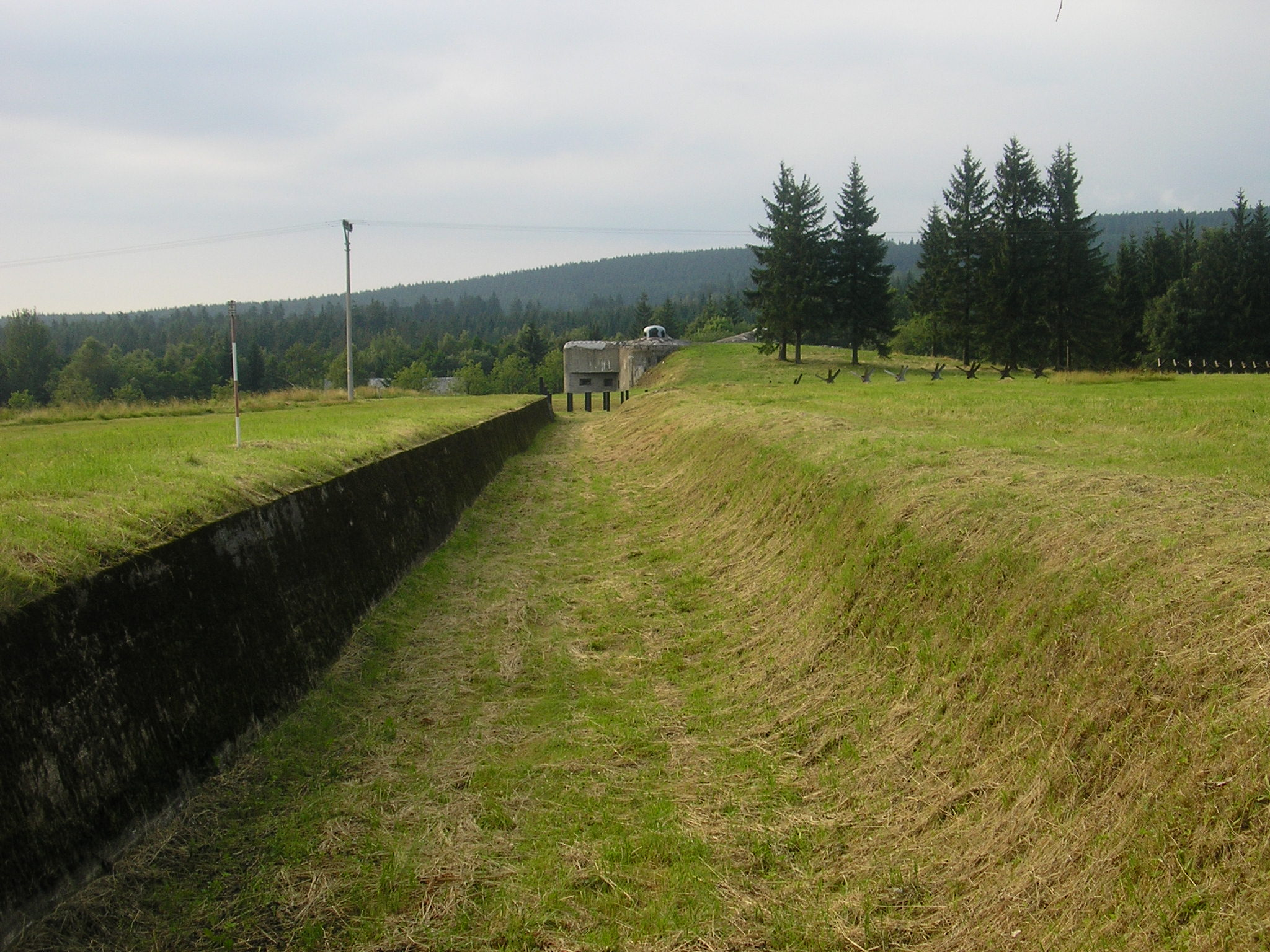
Противотанковый ров времён Второй Мировой войны, Польша

Ров — искусственное сооружение, глубокая, широкая канава, окружающая сооружение или поселение либо используемая как полевое инженерное заграждение, ограда.
Исторически рвы устраивались вокруг крепостей, замков и других фортификационных сооружений как часть оборонительной системы и часто были заполнены водой. Они затрудняли доступ к крепостным стенам, в том числе солдатам противника и осадным орудиям, таким как таран или осадная башня. Важное свойство заполненного водой рва — предотвращение подкопов.

## История

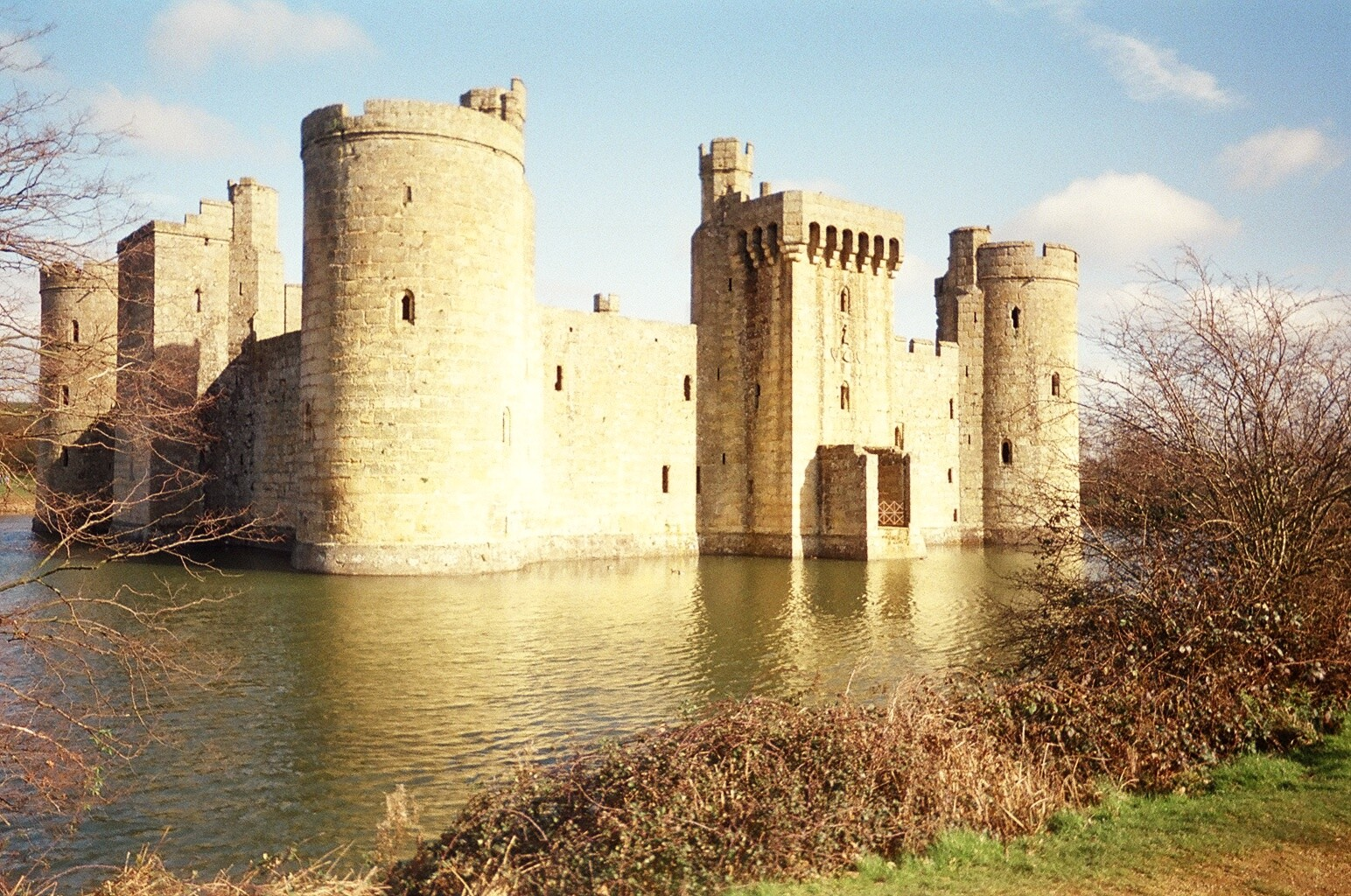
Ров округ замка Бодиам

### В Европе
Зачастую реки и другие естественные водоёмы соединяли со рвами для их заполнения водой. Рвы требовалось периодически очищать от мусора, чтобы не допустить обмеления. Иногда на дне рвов закрепляли колья, затрудняющие преодоление его вплавь. Популярное предположение о том, что в воду запускали крокодилов, акул или другую экзотическую смертоносную живность, являлось, скорее всего, вымыслом.
Доступ в крепость, как правило, организовывался посредством подъёмных мостов.
В период бастионной фортификации для защиты рва использовались капониры, полукапониры, демилюны, кувр-фасы и другие вспомогательные укрепления.

### На Руси

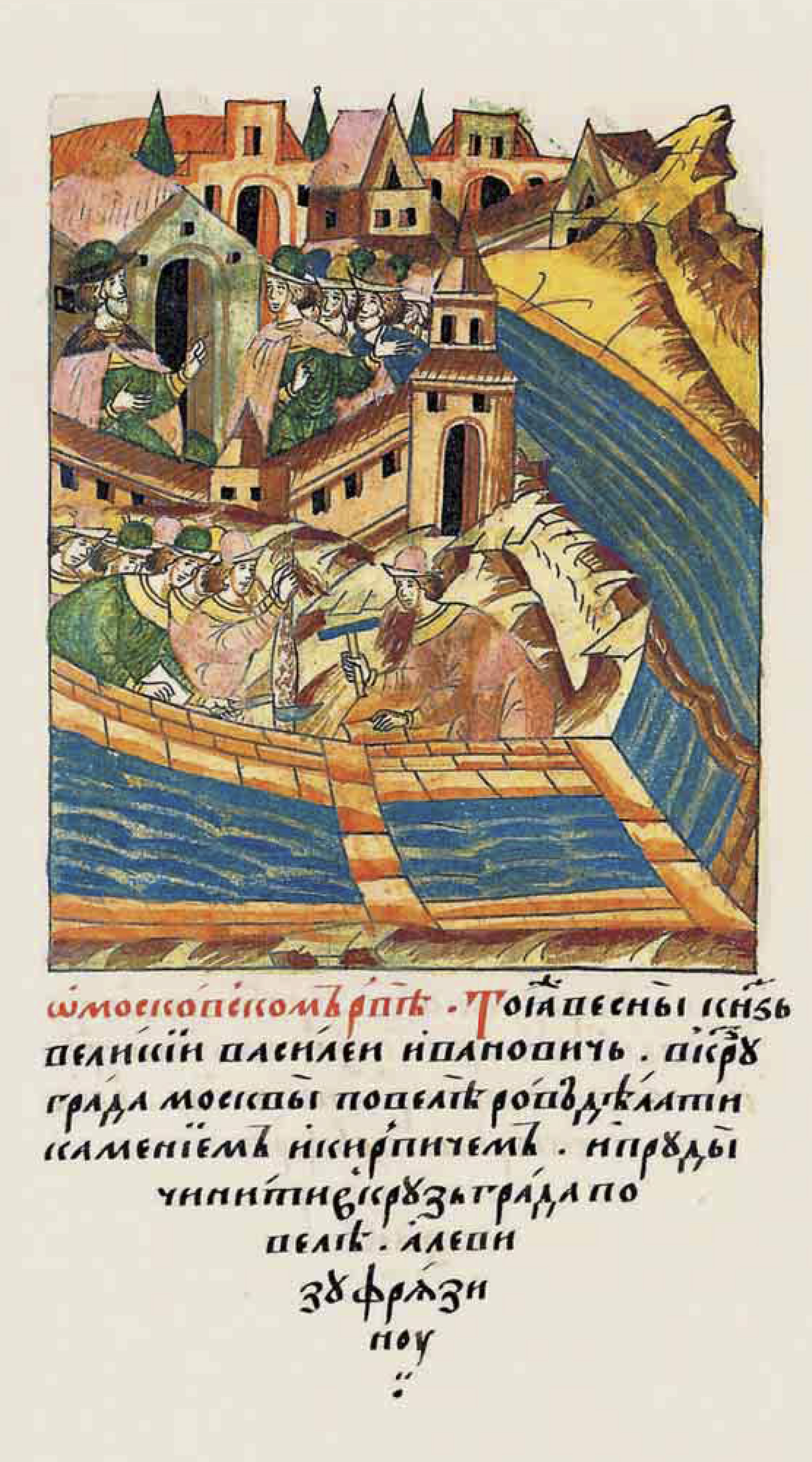
Лицевой летописный свод. «В ту же весну великий князь Василий Иванович повелел Алевизу Фрязину вокруг города Москвы сделать ров из камня и кирпича и пруды починить вокруг города.»

В простейших земляных оградах, которые сверху увенчивались деревянным забором размеры рва согласовались с количеством земли, потребной на вал, но так как фланковая оборона во рвах отсутствовала, то рвы большей частью бывали глубокие и узкие, а для затруднения приступа отлогости рва делались возможно крутыми.
В появившихся на Руси во второй половине XI века каменных оградах рвы были без каменной выстилки, и земля, полученная из них, очевидно не утилизировалась: по крайней мере не имеется свидетельств этого. Ров отделяется от подошвы стены бермой шириной от 2 до 14 м, причем цель удаления рва от подошвы стены заключалась в том, чтобы иметь возможность обстреливать его площадь с крепостной стены в случае надобности, так как установлено, что чем выше стена, тем более удален от неё ров.
В крепостях ров сооружался перед валом и стеной. Между ним и основанием вала существовала горизонтальная площадка берега шириной около 1 метра. Она предохраняла основание вала от постепенного сползания в ров. В некоторых случаях передний край рва укреплялся Частоколом, наклоненным во внешнюю сторону. Ворота, как правило, представляли собой проездную башню, от которой через ров шёл мост. Напротив них на противоположном берегу близ рва ставились короткие бревна, вкопанные на близком друг от друга расстоянии, что затрудняло подход противника ко рву.

### Азия

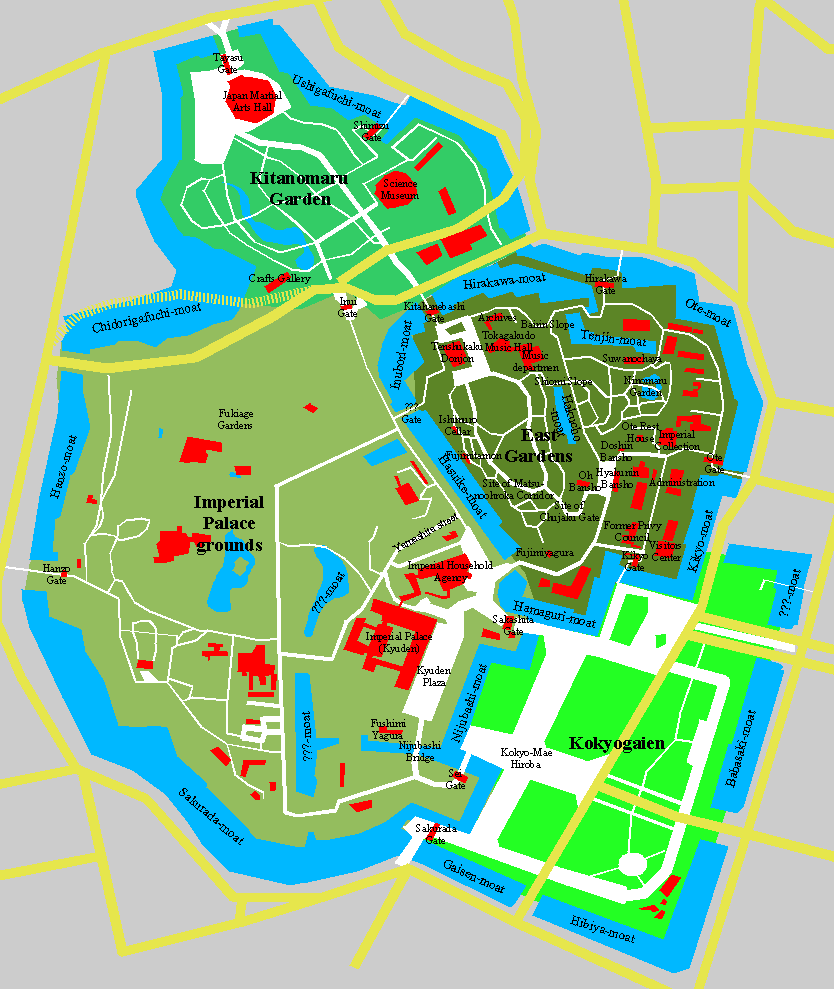
Карта японского императорского дворца показывает развитую систему рвов.

Рвы также использовались в Азии, например, в Запретном городе и городе Сиань в Китае, Императорском дворце в Японии, вокруг Ангкор-Вата в Камбодже, Чианг-Май в Таиланде и др.
Японские замки имели сложные системы рвов. Иногда до трёх колец окружают крепости и вспомогательные постройки. Многие замки в Японии являлись центральными для соответствующих городов, и их рвы представляли собой важные водные артерии для жителей. Большинство сохранившихся до наших дней японских замков имеют заполненный водой ров, однако в средние века чаще всего рвы были сухими (карабори, 空堀, — сухой ров ).
Запретный город в Пекине окружён рвом 52 метра шириной и 6 метров глубиной.

### В Америке
Хотя рвы чаще всего ассоциируются с замками Европы и Азии, они также использовались североамериканскими индейцами. Например, на территории одного из национальных парков в восточном Арканзасе сохранились следы рва XVI века, окружавшего поселение одного из миссисипских племён.

## Противотанковый ров
В XX веке старинная идея устройства оборонительных рвов получила продолжение в виде рвов противотанковых. Противотанковый ров — искусственное препятствие против танков в виде широкого и глубокого рва. Ширина рва делается такой, чтобы танк не мог переехать через него, а глубина — такой, чтобы танк, попав в ров, не мог из него выбраться. Для этой же цели откосы, в особенности эскарповый, должны быть достаточно крутыми. Подходы ко рву должны обстреливаться фланговым и фронтальным артиллерийско-пулемётным огнём; сам ров должен фланкироваться, иначе он станет местом укрытия для противника, который быстро сделает в нём проходы для танков. Начертание противотанкового рва в плане делается в виде различного рода изломов, чтобы можно было вести его фланкирование. Длина фасов рва не больше дальности действительного пулемётного огня. Вынутая из рва земля разбрасывается на местности так, чтобы не создавать за рвом мертвых пространств.
Противотанковые рвы продолжают сооружать и в XXI веке, в том числе для обеспечения режима государственной границы. 11 февраля 2015 года стало известно о строительстве противотанкового рва на границе с Крымом.

## Передовой ров
Передовой ров устраивается в нескольких десятках шагов впереди главного (наружного) рва укреплений, по большей части с целью укрыть в нем от взоров и выстрелов с поля какие-нибудь искусственные препятствия вроде проволочной сети.

## Фотогалерея

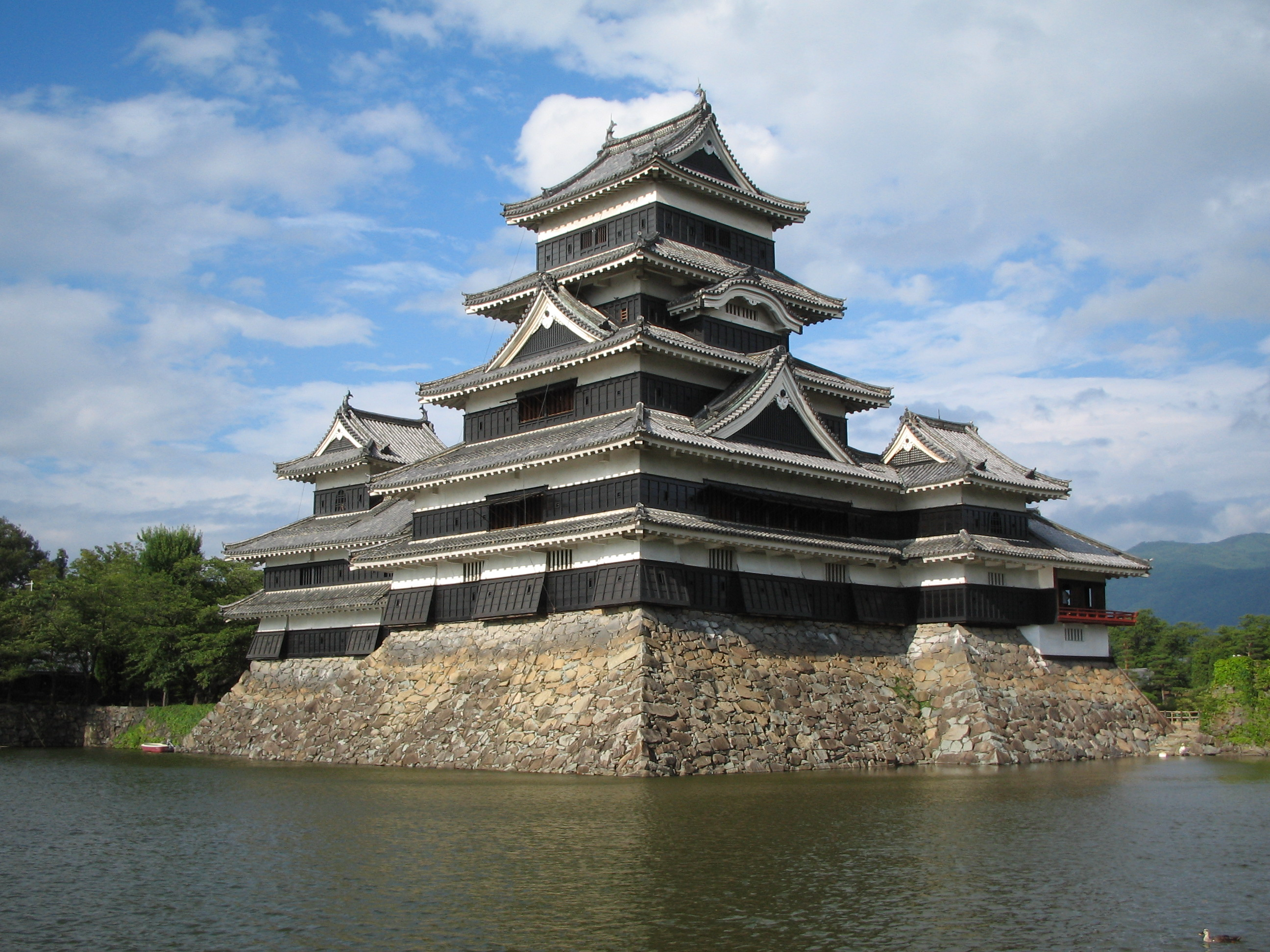
Замок Мацумото, в префектуре Нагано, Япония.
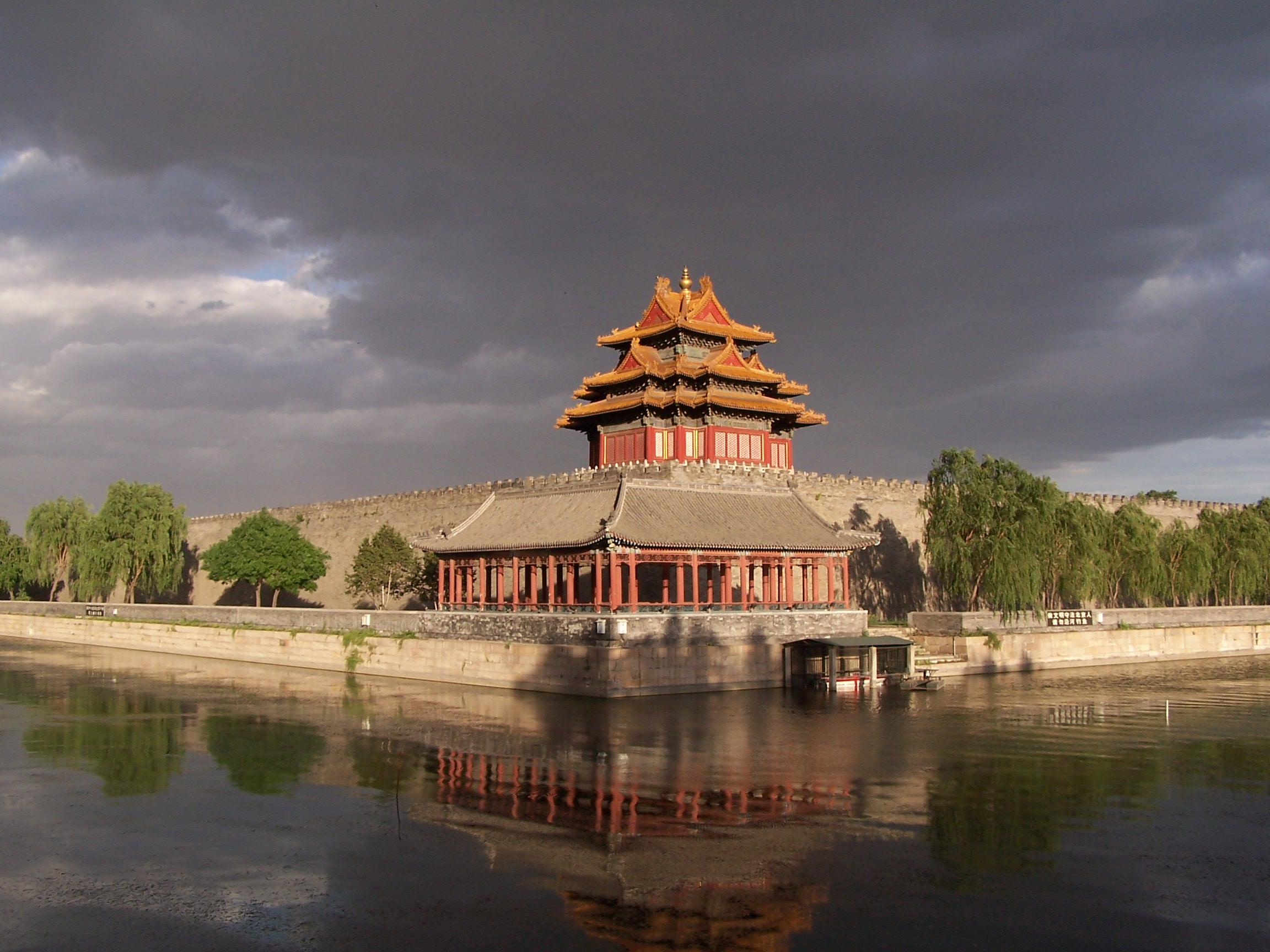
Запретный город в лучах заката (Пекин).
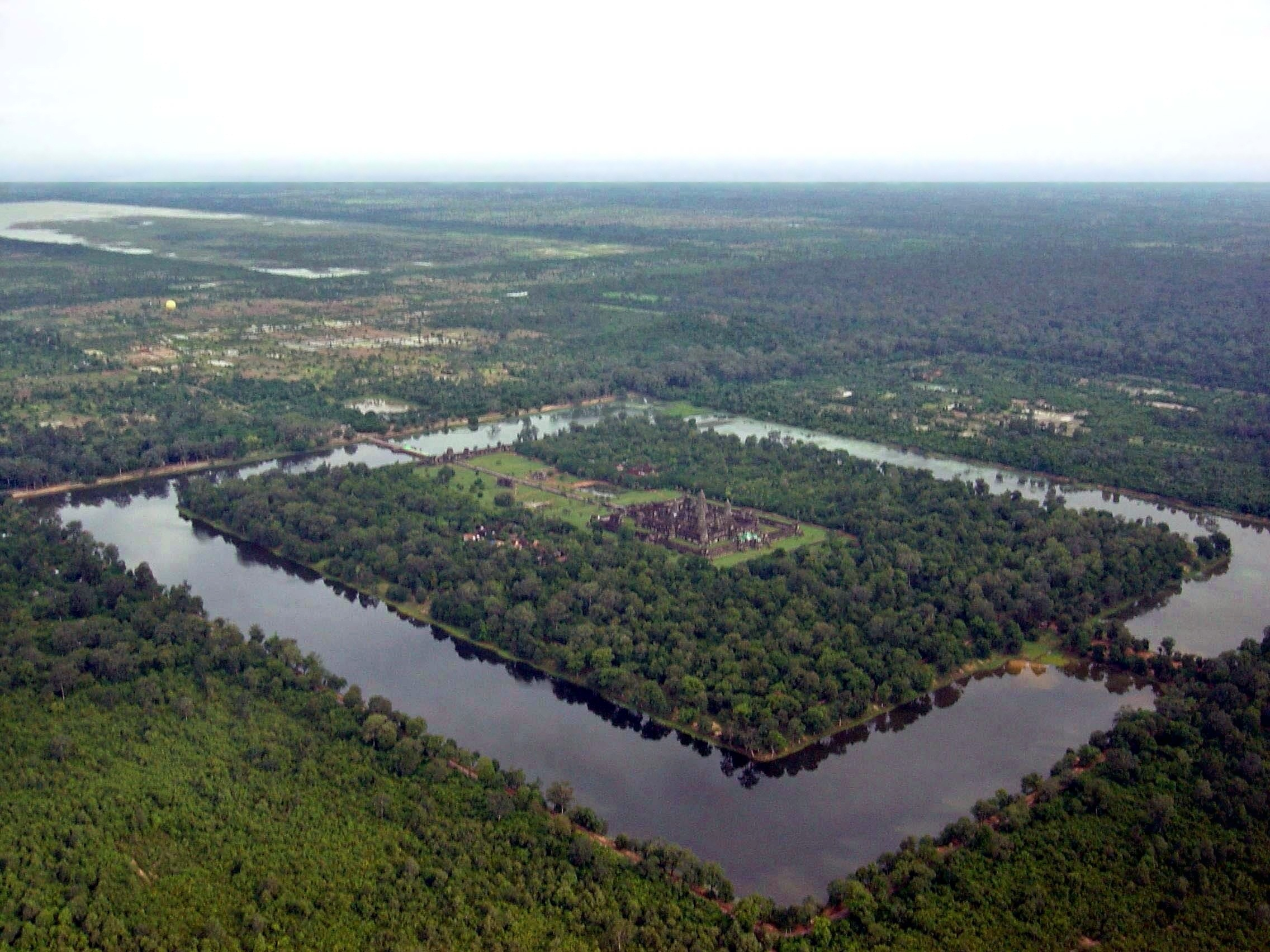
Ангкор-Ват, Камбоджа, с высоты птичьего полёта.